# 함양고등학교
함양고등학교(咸陽高等學校)는 대한민국 경상남도 함양군 함양읍 백연리에 있는 공립 고등학교이다.

## 학교 연혁
- 1965년 3월 5일 : 함양여자고등학교 개교(6학급)
- 1974년 2월 14일 : 현 교사로 신축 이전
- 1980년 3월 1일 : 함양여자종합고등학교로 교명 변경
- 1990년 3월 1일 : 함양고등학교로 교명 변경
- 1991년 8월 30일 : 학칙 변경 학년당 5학급(남, 여 공학) 총 15학급
- 2004년 3월 1일 : 우정학사 개관
- 2007년 3월 1일 : 연암학사 개관
- 2010년 3월 1일 : 고운학사 개관 및 기숙형고 운영 시작
- 2022년 3월 1일 : 제18대 신현배 교장 부임
- 2023년 2월 10일 : 제56회 졸업식(졸업생 98명, 졸업생 누계 11,676명)
- 2023년 3월 2일 : 신입생 입학식(남 60명, 여 50명 합 110명)

## 참고 자료
- 함양고등학교 - 한국교육학술정보원 학교알리미